# Barque sortant du port
 (juillet 2025).
Pour plus de détails, voir Fiche technique et Distribution.
Barque sortant du port est un film documentaire réalisé par Louis Lumière, sorti en 1895.

## Synopsis
L'extrémité d'une digue, avec des enfants et des femmes en habit traditionnel. Une barque entre dans le champ de la caméra par la droite, souquée par deux hommes dirigés par un troisième. L'esquif tente de contourner la pointe de la digue, mais la houle le repousse, le met de travers et le contournement est interrompu par la fin du bobineau de pellicule. 

## Fiche technique
- Titre : Barque sortant du port
- Réalisation : Louis Lumière
- Production : Société Lumière
- Photographie : Louis Lumière
- Durée : 44 secondes environ
- Format : 35 mm à 2 rangées de 1 perforation ronde Lumière par photogramme, noir et blanc, muet
- Pays de production :  France
- Date de sortie :
  - France : 1895

## Production
Ce film fait partie d'une série de douze films tournés par Louis Lumière en 1895 à La Ciotat, à la propriété de son père. 

## Critiques
Ce film est considéré comme une « réussite photographique », et c'est le premier film de la mer. Pour Georges Sadoul, « Une poésie certaine monte de ce tableau ».